# 1588 Descamisada
1588 Descamisada è un asteroide della fascia principale. Scoperto nel 1951, presenta un'orbita caratterizzata da un semiasse maggiore pari a 3,0319830 au e da un'eccentricità di 0,0727426, inclinata di 11,26922° rispetto all'eclittica.
L'asteroide è dedicato a Evita Perón, attraverso il tipico soprannome dato ai peronisti.